# CCTV-16
CCTV-16 là kênh truyền hình thuộc sở hữu của Đài Truyền hình Trung ương Trung Quốc (CCTV) và China Media Group (CMG). CCTV-16 phát sóng chủ yếu các chương trình thế vận hội, giải đấu thể thao theo độ phân giải 4K (UHDTV).